# Дамян Брайков
Дамян Станьов Брайков е български учител по музика, диригент, композитор на опрети и маршова музика. По-малък брат е на Рашко Брайков (1880 – 1923).

## Биография
Дамян Брайков е роден в град Копривщица на 16 януари 1894 г. Средното си образование започва и завършва в местното училище. За времето след това преминава курс за подготовка на запасни офицери. Участва в Първата световна война като подпоручик в Четиринадесети пехотен македонски полк. Награден е с ордени „За храброст“, II и IV степен. След войната Брайков е назначен за учител по пеене и диригент на духовия оркестър в град Луковит.
Съз заповед на Министерството на Народното просвещение от 14 септември 1933 г. е назначен на мястото на учителя по музика Владимир Семерджиев за преподавател по музика в класното училище „Св. св. Кирил и Методий“ в град Копривщица. Това съвпада със закупуването на 25 броя духови инструменти, доставени от Чехия за сметка на благотворителното дружество „Благовещение“, заплатени от Ненчо Палавеев. Дамян Брайков и поканени музиканти от военен оркестър започват обучение на ученици от училището и за Деня на народните будители на 1 ноември 1933 г. е първия концерт на Духовия оркестър на средно училище „Любен Каравелов“. Обучението и концертната дейност на оркестъра продължават с все по-качествени изпълнения и разширен репертоар, така че след време мнозина оркестранти стават учители по музика и диригенти на духови оркестри. Концертна дейност се осъществява и на сцената на народното читалище, а от 1934 г. репертоара включва и оперети, някои от които са композирани от Дамян Брайков. В репертоарът от това време влизат и народни и стари градски песни.
Към 1937 г. учениците изпълняват композирания от учителя им „Марш на копривщенската гимназия“, представителни военни маршове, хората на Дико Илиев и валсовете на Йохан Щраус. Между 1938 и 1943 г. Дамян Брайков е директор на ученическия пансион и диригент на смесения ученически църковен хор.
През 1943 г. отново са завръща на старата си длъжност в Луковит, от където е жена му Василка. В края на същата година на тази длъжност е назначен друг учител, а Брайков се прибира в Копривщица.
Дамян Брайков почива на 9 октомври 1970 г. в града, в който е роден.

## Награди и признания
- На 3 февруари 1939 г. по случай на патронния пазник на гимназията в Копривщица, директорът на училището Никола Петков Сиреков връчва орден „За гражданска заслуга“ V степен с мечове на Дамян Станьов Брайков.[3]
- С решение № 62 на ОбНС Копривщица от 28 март 2024 г. във връзка с неговата 130 годишнина маестрото е обявен за Почетен гражданин на града.[5]

## Произведения
- „Шибил“, оперета по едноименното произведение на Йордан Йовков (1948).[6] Музиката и либретото са съхранени от Стефан Стефанов, още от времето на ученическите му години в Копривщица. Постановка в село Драганово Александър Станев. Диригент на хора Йордан Суванджиев. В ролите: Велико кехая – Михаил Димитров, Мурад бей – Александър Станев, Шибил – Недялко Кулов, Рада – Анастасия Караатанасова, Росица – Владя Маринкова. Оркестър: два тромпета, пет цигулки, цуг тромбон, акордеон, флейта. Свирят ученици и читалищни музиканти.[7]

## Дискография
- Средногорски марш. Представителен детско – юношески духов оркестър „Стефан Стефанов“, при читалище „Светлина“ – гара Елин Пелин, музика Дамян Брайков, диригент Добрин Иванов (1993).[8][9]
- Възрожденец. Представителен детско – юношески духов оркестър „Стефан Стефанов“, при читалище „Светлина“ – гара Елин Пелин, музика Дамян Брайков, диригент Добрин Иванов (1993).[10][11]

## Възпитаници на Дамян Брайков
- Духов оркестър на средно училище „Любен Каравелов“
- Иван Вълев
- Стефан Стефанов
- Гео Кукудов